# ISO/IEC 7810

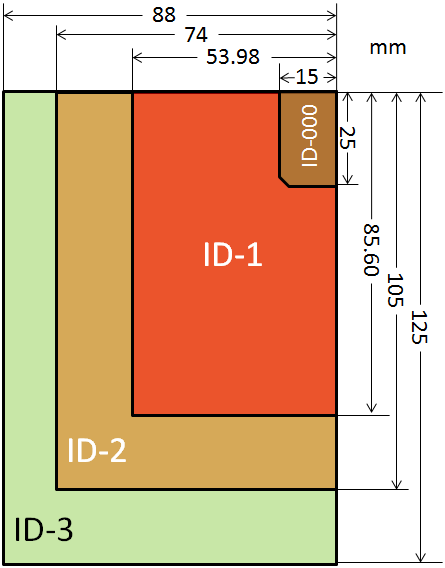
Rozměry karet ID-1, ID-2 a ID-3

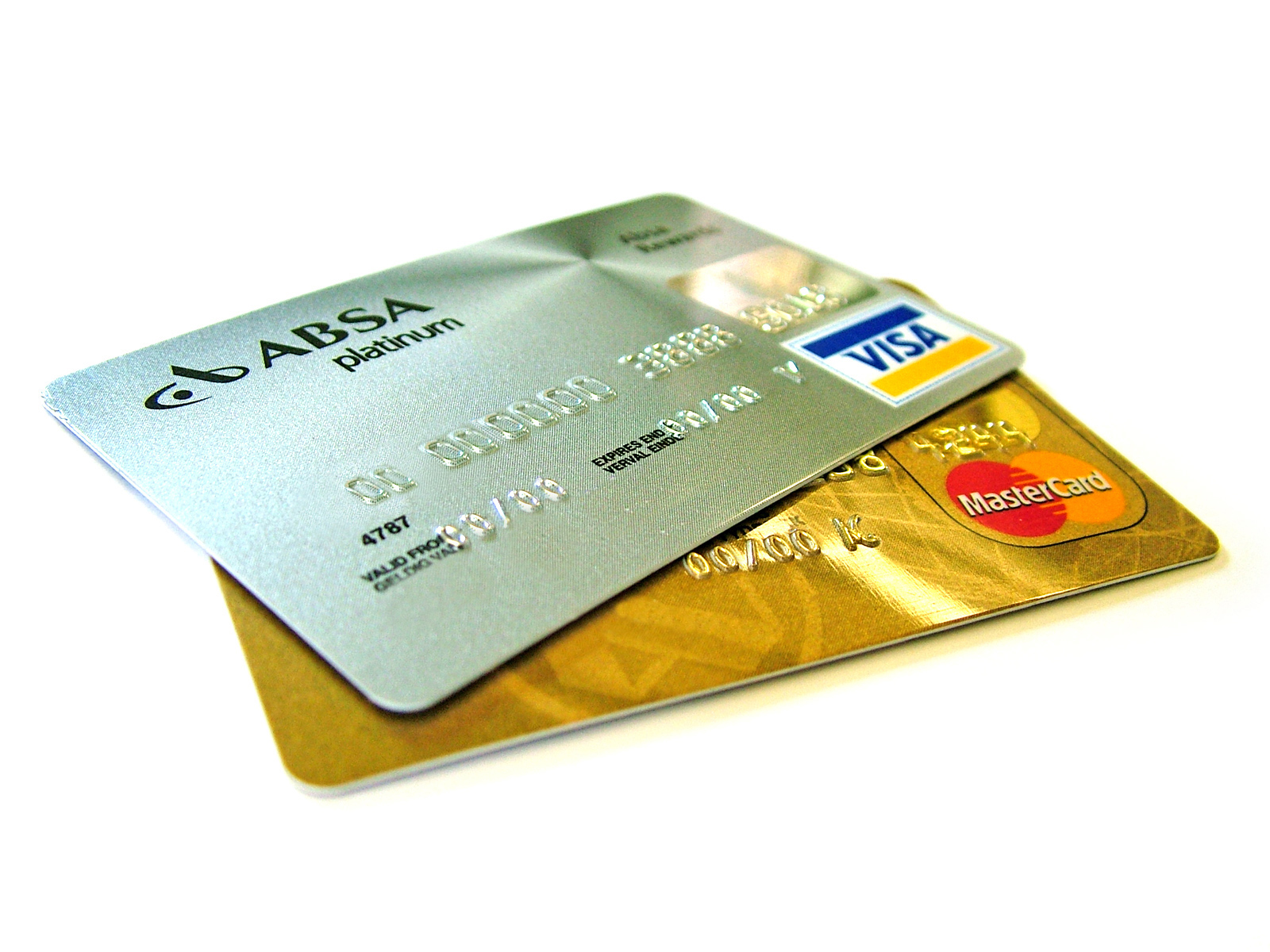
Příklady kreditních karet s rozměrem ID-1

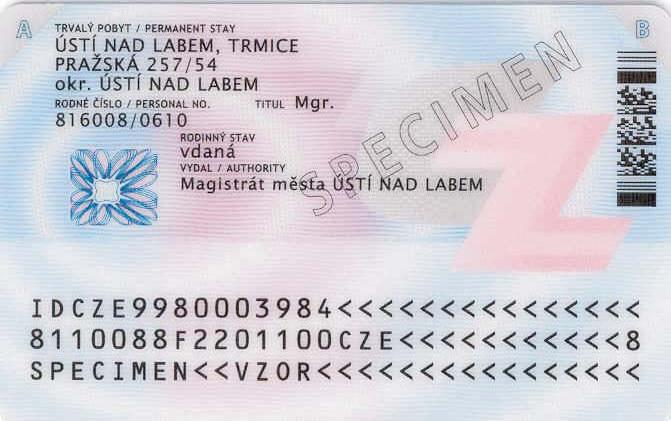
Evropský/český občanský průkaz (zadní strana)

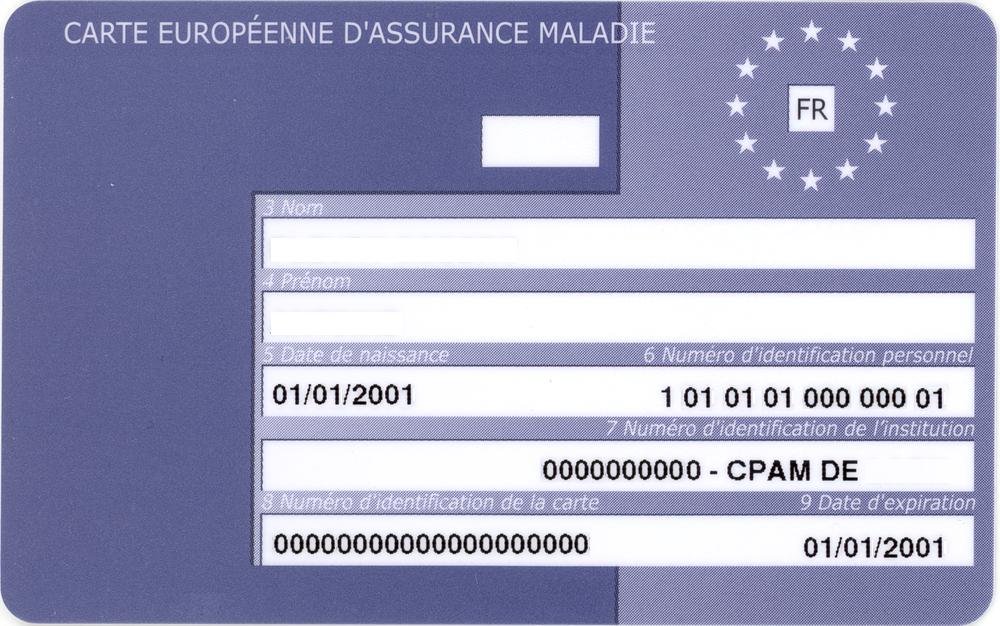
Francouzský/Evropský průkaz zdravotního pojištění

Cestovní pas občana Evropské unie má rozměry ID-3

Vývoj rozměrů karet SIM: ID-1, ID-000,15x12 mm, 12,3x8,8 mm

ISO/IEC 7810, resp. ČSN ISO/IEC 7810 Identifikační karty — Fyzikální charakteristiky, je mezinárodní norma, která definuje fyzikální charakteristiky bankovních a identifikačních karet, rozměry, odolnosti atp.

## Charakteristiky karet
- Rozměry
- Ohybová tuhost
- Hořlavost
- Toxicita
- Odolnost proti chemikáliím
- Stabilita rozměrů karet a průhyb v závislosti na teplotě a vlhkosti vzduchu
- Odolnost proti světlu
- Trvanlivost
- Odolnost proti loupání
- Adheze nebo vytváření bloků
- Celkový průhyb karty
- Odolnost proti teplu
- Deformace povrchu

Zkušební metody na odolnost proti teplu a další metody jsou přesunuty do ČSN ISO/IEC 10373.
Změna AMD1 zahrnuje požadavky na odolnost proti
- Rentgenovému záření
- Dynamickému ohybovému namáhání
- Dynamickému torznímu namáhání
- Statické elektřině

Změna AMD2 upřesňuje požadavky na Optickou hustotu (opacitu) a na schopnost blokovat infračervené záření.

## Rozměry karet
Norma definuje 4 rozměry karet: ID-1, ID-2, ID-3 a ID-000.
| Formát | Rozměry          | Použití                                   |
| ------ | ---------------- | ----------------------------------------- |
| ID-1   | 85.60 × 53.98 mm | Bankovní karty a identifikační (ID) karty |
| ID-2   | 105 × 74 mm      | Francouzské a další ID karty; Viza        |
| ID-3   | 125 × 88 mm      | Pasy                                      |
| ID-000 | 25 × 15 mm       | SIM karty                                 |

Karty všech rozměrů mají tloušťku 0,76 mm.

### ID-1
Formát ID-1 o rozměrech 85.60 × 53.98 mm se zaoblenými rohy, o poloměru 2.88–3.48 mm. Běžně se používá pro bankovní karty (Čipová karta, Kreditní karta, Platební karta, Debetní karta atp.). Dnes se formát ID-1 v mnoha zemích rovněž používá pro řidičské průkazy, osobní identifikační karty, karty v hromadné dopravě atp.

### ID-2
Formát ID-2 specifikuje rozměry 105 × 74 mm, což je rovněž formát A7. Používá se např. pro víza, některé (starší) identifikační doklady, řidičské průkazy atp. Trend v rozměru takových karet je formát ID-1.

### ID-3
Formát ID-3 specifikuje rozměry 125 × 88 mm, což je rovněž formát B7. Používá se běžně pro cestovní pasy.

### ID-000
ID-000 specifikuje rozměry 25 mm × 15 mm. Jeden roh je lehce seříznut (3 mm). Tento formát byl zaveden evropskou normou ENV 13751 a používá se mj. jako "miniSIM" formát v některých typech mobilních telefonů.

### Karta ID-000 jako část karty ID-1
Karta o rozměrech ID-000 může být zahrnuta v kartě o rozměrech ID-1. Obvod menší karty je částečně „vyříznut“ a lze tuto menší kartu snadno oddělit od větší karty. Karta ID-1 obsahující kartu ID-000 se někdy označuje ID-1/000.